# Härnösand (commune)

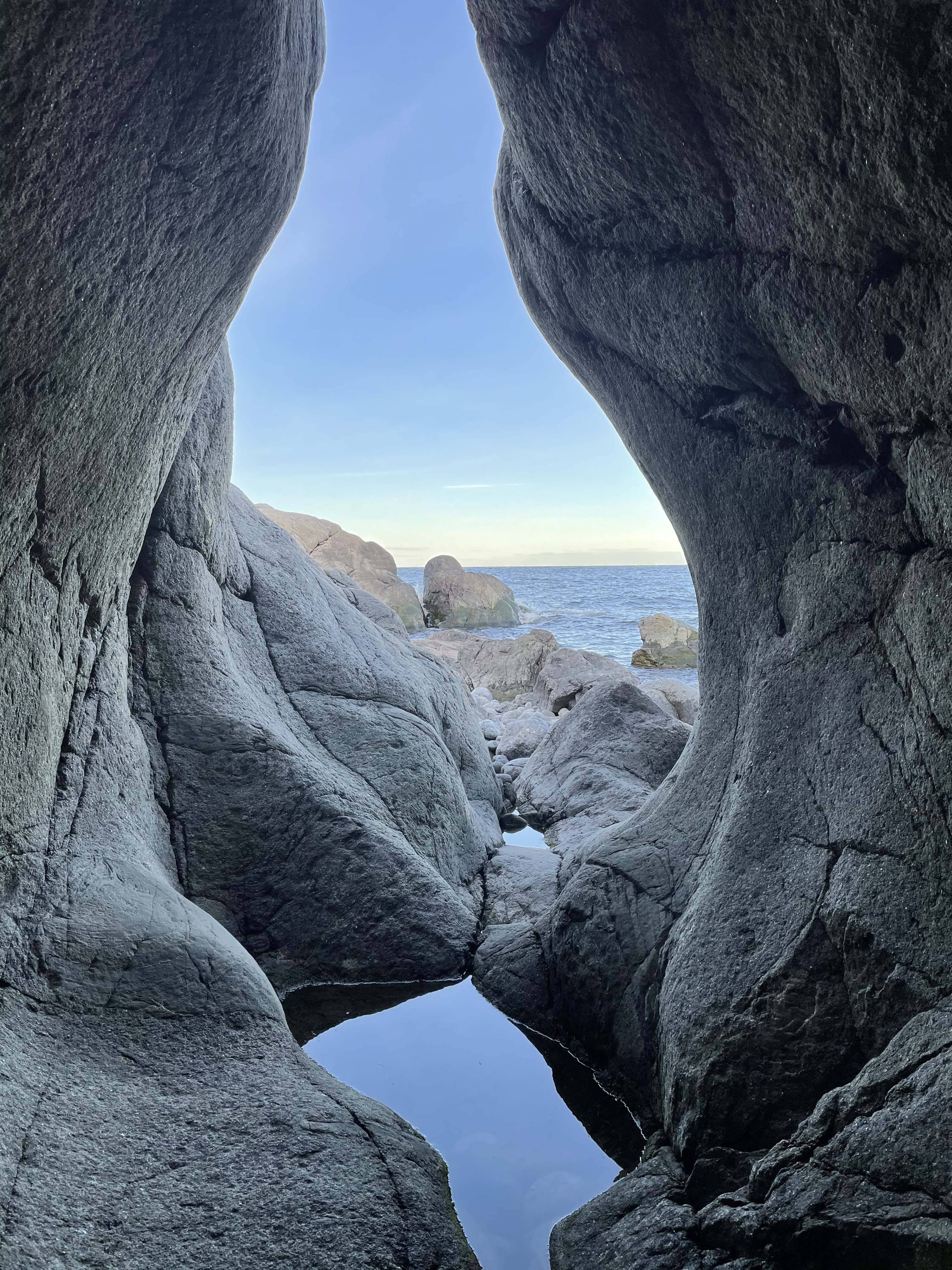
Dans la réserve naturelle de Smitingen-Härnöklubb à Härnösand. Juin 2021.

La commune de Härnösand est une commune suédoise du comté de Västernorrland. 25 273 personnes y vivent. Son chef-lieu se situe à Härnösand.

## Localités principales
- Älandsbro
- Härnösand
- Ramvik
- Utansjö